# Неферкара II
Неферкара II — давньоєгипетський фараон з VIII династії.

## Життєпис
Фараон відомий тільки з Абідоського списку. Ані його гробниця, ані пам'ятники його правління нині не знайдені. Судячи з усього, його правління не перевищувало кілька років.